# Шарон (Північна Дакота)
Шарон (англ. Sharon) — місто (англ. city) в США, в окрузі Стіл штату Північна Дакота. Населення — 86 осіб (2020).

## Географія
Шарон розташований за координатами 47°35′39″ пн. ш. 97°54′18″ зх. д. / 47.59417° пн. ш. 97.90500° зх. д. (47.594064, -97.904971).  За даними Бюро перепису населення США в 2010 році місто мало площу 4,03 км², з яких 4,00 км² — суходіл та 0,03 км² — водойми.

## Демографія
Згідно з переписом 2010 року, у місті мешкало 96 осіб у 46 домогосподарствах у складі 29 родин. Густота населення становила 24 особи/км².  Було 73 помешкання (18/км²).
Расовий склад населення:
| - 93,8 % — білих - 6,3 % — корінних американців |

До двох чи більше рас належало 0,0 %. Частка іспаномовних становила 0,0 % від усіх жителів.
За віковим діапазоном населення розподілялося таким чином: 25,0 % — особи молодші 18 років, 47,9 % — особи у віці 18—64 років, 27,1 % — особи у віці 65 років та старші. Медіана віку мешканця становила 52,5 року. На 100 осіб жіночої статі у місті припадало 108,7 чоловіків;  на 100 жінок у віці від 18 років та старших — 105,7 чоловіків також старших 18 років.
Середній дохід на одне домашнє господарство  становив 36 920 доларів США (медіана — 33 125), а середній дохід на одну сім'ю — 53 152 долари (медіана — 46 250). За межею бідності перебувало 11,0 % осіб, у тому числі 0,0 % дітей у віці до 18 років та 36,4 % осіб у віці 65 років та старших.
Цивільне працевлаштоване населення становило 50 осіб. Основні галузі зайнятості: освіта, охорона здоров'я та соціальна допомога — 54,0 %, роздрібна торгівля — 16,0 %, транспорт — 10,0 %, сільське господарство, лісництво, риболовля — 8,0 %.